# Jesse Lacey
Jesse Thomas Lacey (Levittown, Nova Iorque, 10 de julho de 1978), é um músico e compositor estadunidense. É vocalista da banda Brand New, e também toca guitarra e piano.  